# Scaddan (plaats)
Scaddan is een plaats in de regio Goldfields-Esperance in het zuidoosten van West-Australië. Het ligt in het landbouwdistrict Shire of Esperance, 783 kilometer ten oostzuidoosten van Perth, 150 kilometer ten zuiden van Norseman en 52 kilometer ten noorden van Esperance. In 2021 telde Scaddan 96 inwoners.

## Geschiedenis
De oorspronkelijke bewoners van de streek waren de Kalaako Aborigines.
De streek stond eerst bekend als Thirty Mile omdat het 30 mijl van Esperance lag. Door de Europese bewoners van de streek werd de plaats in 1914 reeds Scaddan genoemd. Ze vroegen om er een dorp te stichten maar de overheid wilde eerst zekerheid over de ligging van de spoorweg tussen Esperance en Norseman. In 1915 veranderde het postkantoor haar naam van Thirty Mile naar Scaddan.
In 1916 werden kavels voor een school, een hotel en een gemeenschapszaal opgemeten maar het dorp zou pas in 1924 officieel gesticht worden. Het werd vernoemd naar John Scaddan, premier van West-Australië tussen 1911 en 1916. In 1970 werd een nieuwe basisschool gebouwd.

## Transport
Scaddan ligt langs de Coolgardie–Esperance Highway.
De Esperance Branch Railway loopt langs Scaddan maar er maken enkel goederentreinen van de spoorweg gebruik.